# Nordbrygga

En typisk nord/sydlig brolayout (2015)

Typisk north/southbridge layout, (2007)

Nordbrygga (Northbridge)  (även värdbrygga eller minneskontrollhub) kallas den integrerade krets som sitter på datorns moderkort och, särskilt på äldre datorer, sköter kommunikationen mellan processor, arbetsminne, AGP och PCI Express. Vissa har även inbyggd grafikkontroller. Högpresterande kretsar kan bli mycket varma och behöver kylning, ofta en kombination av kylflänsar och heatpipes. I modernare processorer från till exempel Intel och AMD har nordbryggan istället integrerats inuti processorn.
Historiskt sett var det nödvändigt att separera funktioner mellan CPU-, nordbrygga- och sydbryggachips på grund av svårigheten att integrera alla komponenter på en enda chipdie. Men när CPU-hastigheterna ökade med tiden uppstod en flaskhals på grund av begränsningar orsakade  av dataöverföring mellan CPU:n och dess stödkretsuppsättning. Trenden för integrerade nordbryggor började i slutet av 2000-talet – till exempel var Nvidia GeForce 320M GPU i 2010 års MacBook Air ett kombochip av nordbrygga/sydbrygga/GPU.
På äldre Intel-baserade PC-datorer kallades nordbryggan också för extern minneskontrollhub eller grafik- och minneskontrollhub om den var utrustad med integrerad grafik. Dessa funktioner blev alltmer integrerade i själva CPU-chippet, med början med minne och grafikkontroller. Sedan 2010-talet har formkrympning och förbättrad transistortäthet möjliggjort ökad chipsetintegrering, och funktionerna som utförs av nordbryggor är nu ofta inkorporerade i andra komponenter såsom sydbryggor eller själva CPU:erna.
Intel och AMD har båda släppt chipset där alla nordbrygga-funktioner hade integrerats i CPU:n. Motsvarande sydbrygga bytte namn av Intel till Platform Controller Hub och av AMD till Fusion Controller Hub . AMD FX-processorer fortsatte att kräva externa nordbrygga- och sydbrygga-chips. Moderna Intel Core-processorer har nordbryggan integrerad på CPU-matrisen, där den är känd som uncore eller systemagent.

## Översikt
Nordbryggan hanterar vanligtvis kommunikation mellan CPU, i vissa fall RAM, och PCI Express (eller AGP) grafikkort, och söderbryggan. Vissa nordbryggor innehåller också integrerade videokontroller, även känd som en grafik- och minneskontrollhub i Intel-system. Eftersom olika processorer och RAM kräver olika signalering, kommer en given nordbrygga vanligtvis att fungera med endast en eller två klasser av processorer och i allmänhet bara en typ av RAM.

### Power PC
Nordbryggachips finns oftast på X86-baserade datorer, men de kan också hittas på andra plattformar, som PowerPC-plattformen. Ett vanligt exempel på en nordbrygga på en PowerPC-plattform är i Apples äldre PowerPC-baserade datorer som iMac G5, som använde ett IBM CPC945 nordbryggachip. Enligt en anteckning från Apple-utvecklare kopplades Power Mac G5:s nordbrygga till en "Mid Bridge", som sedan kopplades till en söderbrygga.

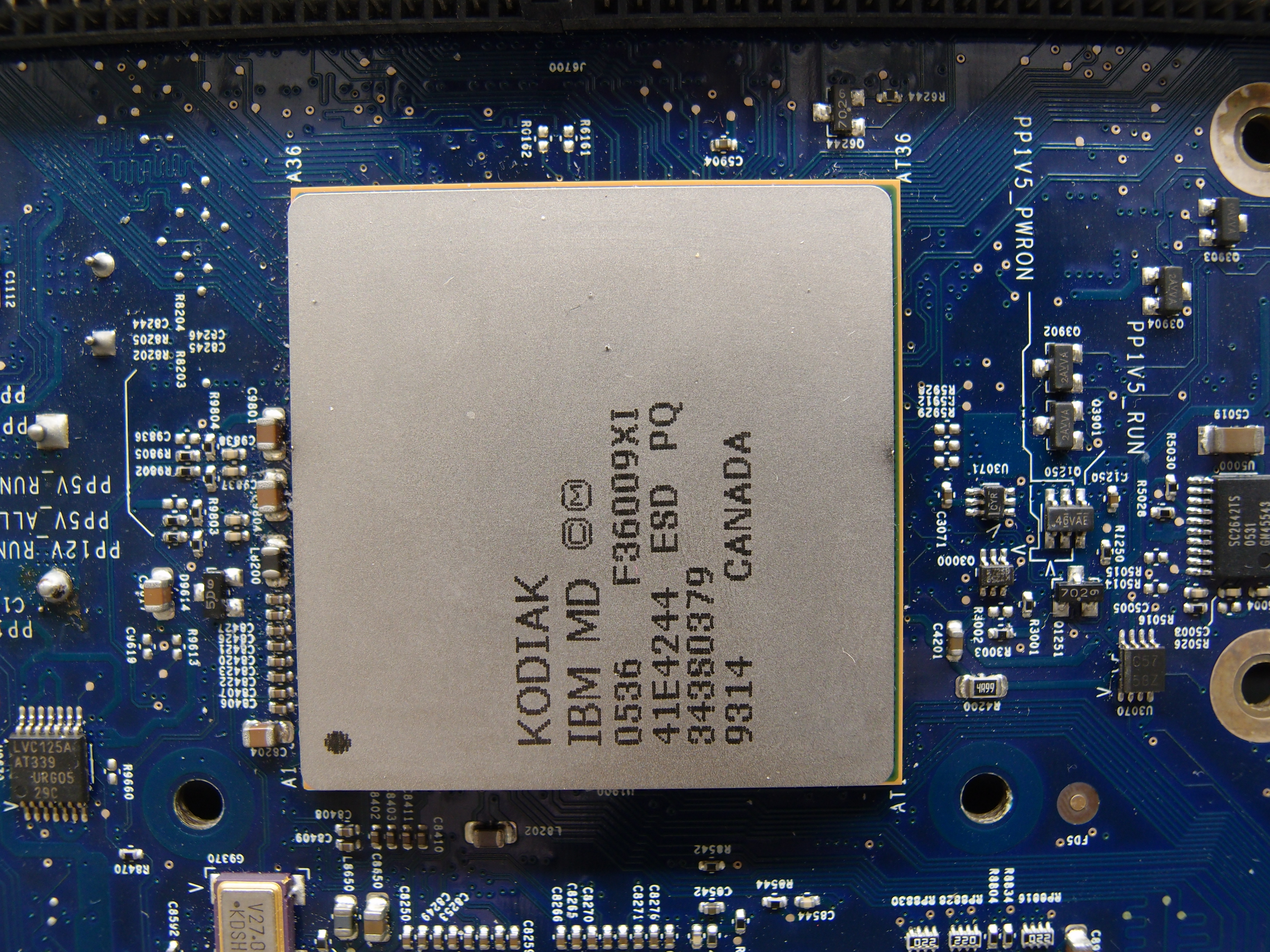
Ett Kodiak-chip: en implementering av IBMs nordbrygga CPC945 i en iMac G5, ett PowerPC-arkitektursystem.

## Överklockning
Nordbryggan spelar en viktig roll i hur långt en dator kan överklockas, eftersom dess frekvens vanligtvis används som baslinje för CPU:n för att fastställa dess egen driftsfrekvens. Detta chip blir vanligtvis varmare när processorhastigheten blir snabbare, vilket kräver mer kylning. Det finns en gräns för CPU-överklockning, eftersom digitala kretsar begränsas av fysiska faktorer som höjning, fall, fördröjning och lagringstider för transistorerna, strömförstärkningsbandbreddsprodukt, parasitisk kapacitans och utbredningsfördröjning, som ökar med (bland andra faktorer) driftstemperaturen. Följaktligen har de flesta överklockningstillämpningar mjukvarupålagda gränser för multiplikatorn och den externa klockinställningen. Dessutom är värme en stor begränsande faktor, eftersom högre spänningar behövs för att korrekt aktivera fälteffekttransistorer inuti CPU:er och denna högre spänning producerar större mängder värme, vilket kräver större termiska lösningar på formen.

## Utveckling

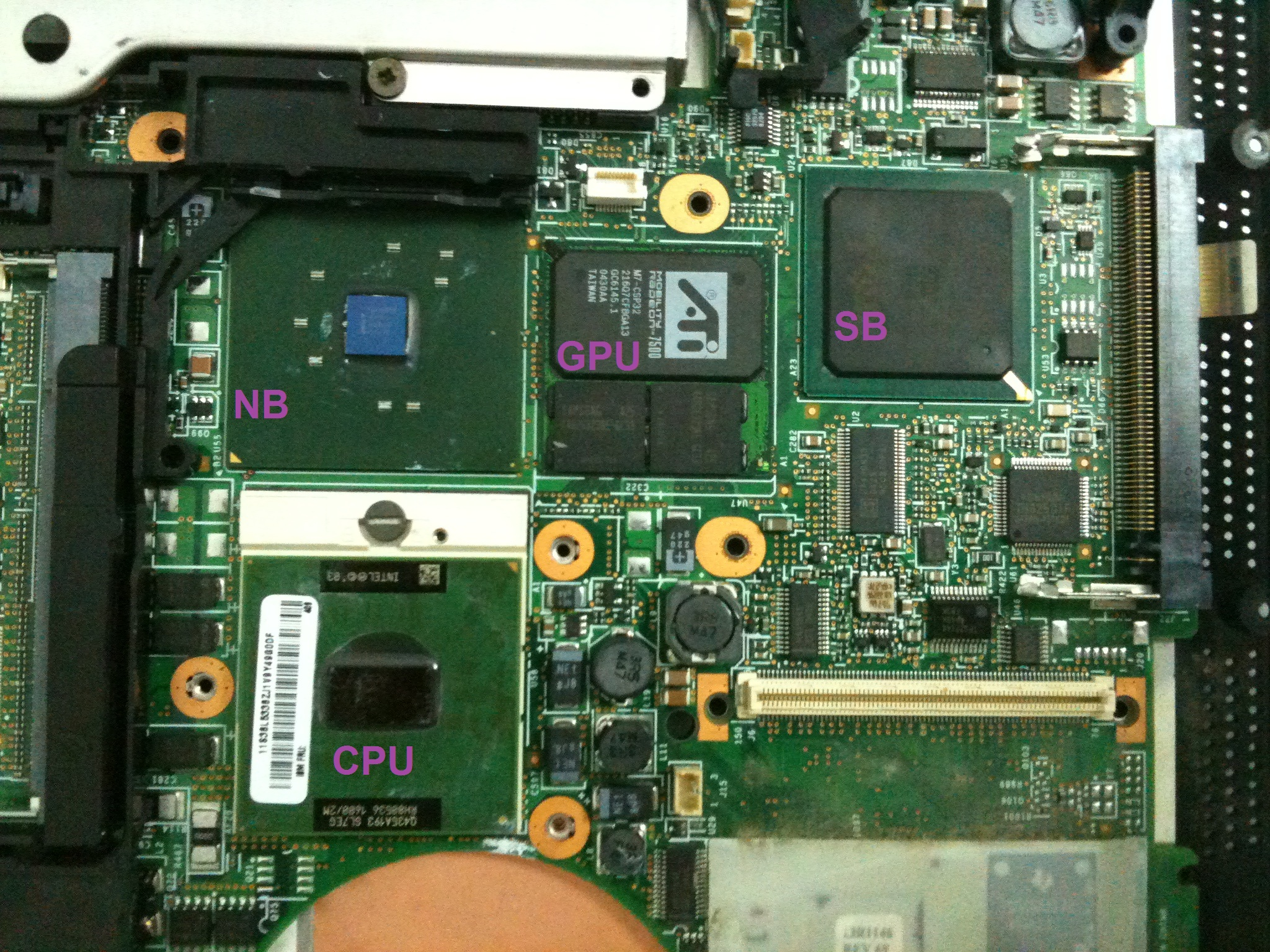
En del av ett IBM ThinkPad T42 laptop moderkort

Den övergripande trenden inom processorkonstruktion har varit att integrera fler funktioner på färre komponenter, vilket minskar den totala moderkortskostnaden och förbättrar prestandan. Minneskontrollern, som hanterar kommunikationen mellan CPU och RAM, flyttades till processormatrisen av AMD som började med deras AMD K8-processorer och av Intel med deras Nehalem-processorer. En av fördelarna med att ha minneskontrollern integrerad på CPU-matrisen är att minska latensen från CPU till minne.
Vissa nordbryggahips har stöd för dubbla processorer, till exempel Intels 5000X minneskontroller som användes i den ursprungliga Mac Pro från 2006.
Ett annat exempel på denna typ av förändring är Nvidias nForce3 för AMD K8-system. Den kombinerar alla funktionerna hos en normal sydbrygga med en Accelerated Graphics Port (AGP)-port och ansluts direkt till CPU:n. På nForce4-kort marknadsfördes den som en mediakommunikationsprocessor (MCP).
AMD Accelerated Processing Unit-processorer har full integration av nordbryggafunktioner på CPU-chippet eller -paketet, tillsammans med processorkärnor, minneskontroller, höghastighets PCI Express-gränssnitt (vanligtvis för grafikkort) och integrerad grafikprocessorenhet (iGPU). Detta var en utveckling av AMD K8, eftersom minneskontrollern var integrerad på CPU-matrisen i AMD64.
Nordbryggan ersattes 2011 av systemagenten som introducerades av Intel Sandy Bridge-mikroarkitekturen, som i princip hanterar alla tidigare nordbryggafunktioner. Intels Sandy Bridge-processorer har full integration av nordbryggaunktioner på CPU-chippet, tillsammans med processorkärnor, minneskontroller, höghastighets PCI Express-gränssnitt och integrerad grafikprocessorenhet (GPU). Detta var en vidareutveckling av Westmere-arkitekturen, som också innehöll en CPU och GPU i samma paket.
Senaste AMD-processorer som börjar med Zen 2 har flyttat vissa I/O-funktioner från CPU-matrisen till en I/O-matris på samma MCM-paket som CPU:n. Denna tärning anses normalt inte vara en del av nordbryggan, eftersom den är i samma paket som processorn, men den har vissa av samma funktioner.